# Myrmarachne obscura
Myrmarachne obscura este o specie de păianjeni din genul Myrmarachne, familia Salticidae. A fost descrisă pentru prima dată de Wladyslaw Taczanowski în anul 1871 [1872. Conform Catalogue of Life specia Myrmarachne obscura nu are subspecii cunoscute.